# Emil Manser

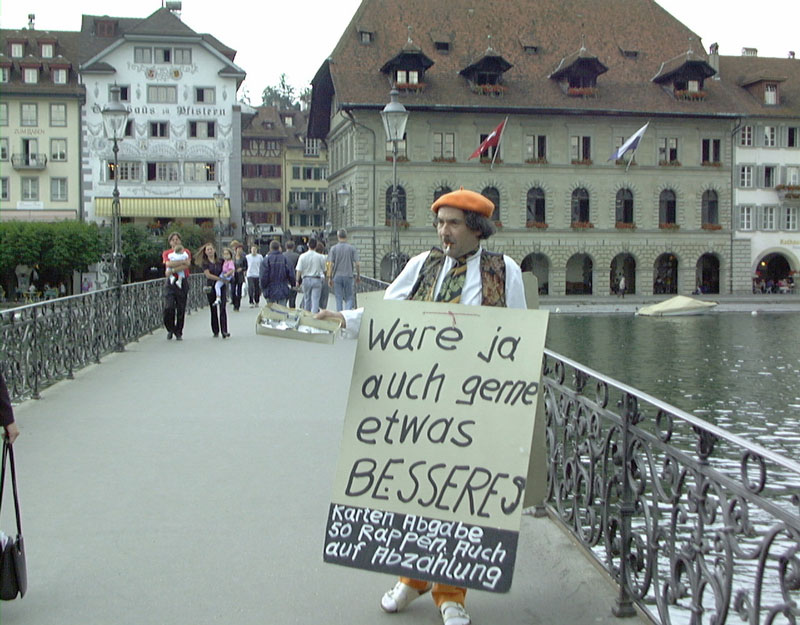
Emil Manser in Luzern

Emil Manser (* 19. November 1951 in Appenzell, AI; † 3. August 2004 in Luzern) war ein Schweizer Strassenkünstler und selbsternannter Stadtpräsident von Luzern.  Wegen seiner humorvollen, gesellschaftskritischen Sprüche, die er auf Kartonschildern um den Hals trug und wegen seiner ständigen Präsenz im öffentlichen Raum, insbesondere vor dem Gebäude der Luzerner Kantonalbank, galt er während der 1990er Jahre in Luzern als Stadtoriginal. 
Manser wuchs in Appenzell in einer Bauernfamilie mit sechs Kindern auf. Er absolvierte eine Lehre als Buchdrucker beim Appenzeller Tagblatt und zog 1971 nach Luzern.
Ab Ende der 1980er-Jahre war Manser auf der Strasse mit umgehängten Kartonschildern mit Sprüchen wie «ist mir grosse Ehre von gleicher Sorte zu sein» anzutreffen. Auch absichtlich falsch geschriebene wie «Blakat nur für gehobene Kreise» oder «Glück für Sie: betle ganzen Januar zum Halben Breis» und «Badzeli oder Ich <<singe>>».
In der Nacht vom 3. August 2004 liess sich Manser in die Reuss fallen und starb. Er hinterliess ein Abschiedsplakat mit der Aufschrift «Krebs! Wählte Abkürzung in den Himmel».
Vom 9. Dezember 2016 bis 17. April 2017 widmete das Historische Museum Luzern Emil Manser eine Ausstellung mit rund 150 Plakaten sowie weiteren Objekten, die erstmals in ihrer Gesamtheit in der Öffentlichkeit gezeigt wurden.